# Nikola Sarcevic

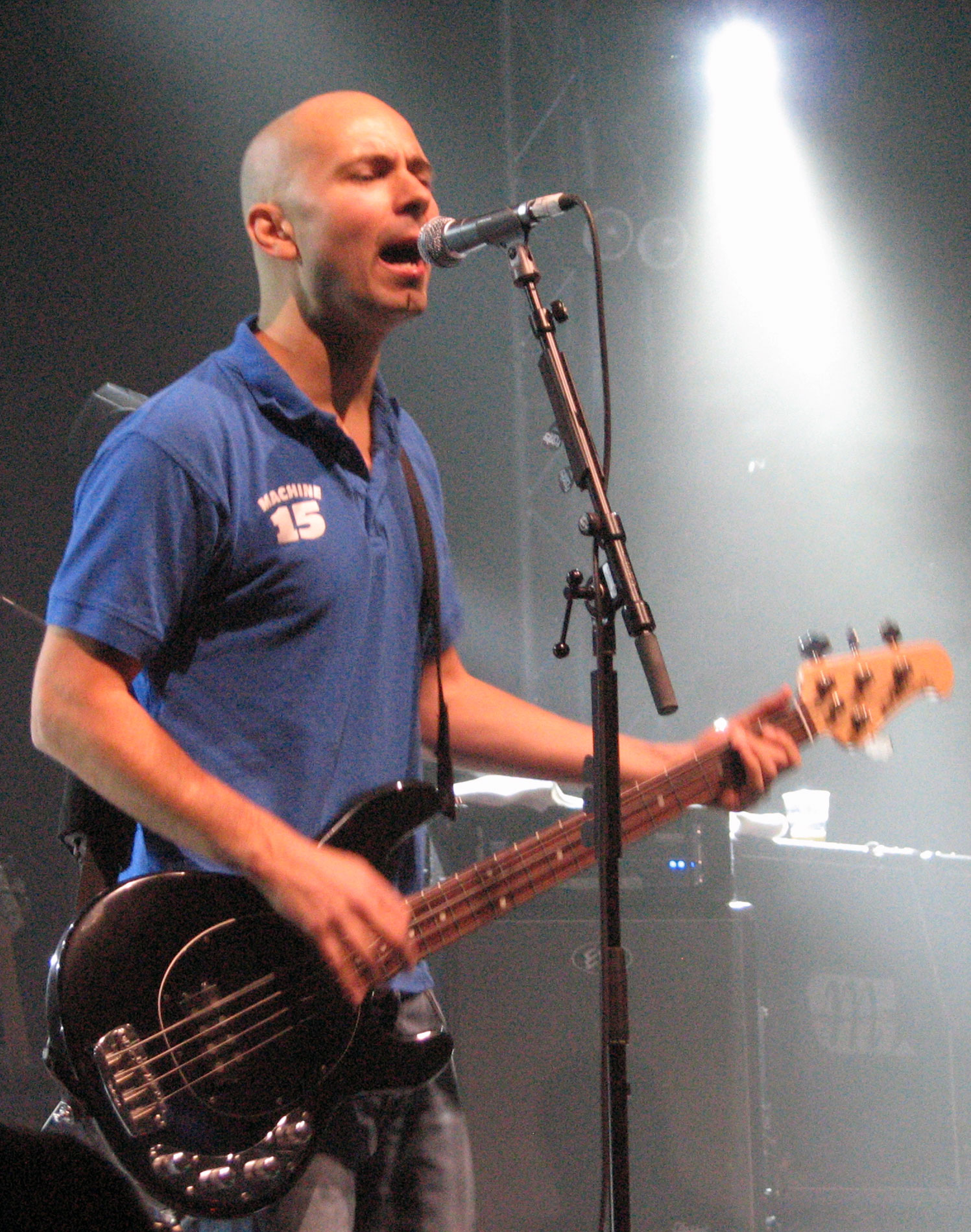
Nikola Sarcevic, bajista de Millencolin (Tocando en vivo en Conventum, Örebro, Suecia)

Nikola Šarčević (Örebro, 9 de julio de 1974) es el bajista, cantante y compositor de la banda de punk sueca Millencolin. Solo toca principalmente folk y country.

## Discografía
Además de Millencolin, también ha lanzado cuatro álbumes en solitario, el tercero de los cuales se canta en sueco:
- Lock-Sport-Krock (2004)
- Roll Roll and Flee (2006)
- Nikola & Fattiglapparna (2010)
- Freedom to Roam (2013)

- Datos: Q384674
- Multimedia: Nikola Šarčević / Q384674